# Estación Alto do Ipiranga
Estación Alto do Ipiranga es una estación de la Línea 2-Verde del metro de la ciudad brasileña de São Paulo.
Fue inaugurada el 30 de junio de 2007, siendo una de las nuevas estaciones entregadas a la Línea 2-Verde, que se encuentra en expansión hasta el barrio Vila Prudente.
Está ubicada en la Avenida Dr. Gentil de Moura, esquina Calle Visconde de Pirajá.

## Características
Estación subterránea con hall de boleterías y bloqueos ubicados en el nivel de la calle sobre una estructura metálica en forma de tronco de cono, revestida con piel de vidrio laminado verde.
Entrepiso de distribución y acceso a las dos plataformas laterales, en estructura metálica con tirantes al túnel de las plataformas.
Profundidad de las plataformas 24 m.
Circulación vertical compuesta de 10 escaleras mecánicas, 9 escaleras fijas y 2 ascensores.
Plena accesibilidad a los usuarios con discapacidades físicas. La iluminación de las paredes de la plataforma fue inspirada en los colores de la bandera brasileña, debido a la importancia histórica del barrio.
Capacidad de hasta 30.000 pasajeros por hora en horario pico, aunque la expectativa de la prefectura de São Paulo es que supere esta cifra con el paso del tiempo, luego de inauguradas otras estaciones del sistema en proyecto.
Área construida de 8.600 m².

## Salidas
Hay dos salidas en la estación:
- La primera (y con accesos a discapacitados), está en la Av. Dr. Gentil de Moura, lado par de la avenida. El acceso para discapacitados puede ser realizado solamente por esta entrada.
- La segunda salida, da directamente al punto en donde parten los ómnibus del Ponte Orca, para ir a la Estación Tamanduateí de CPTM, y para la línea de trolebús 4113. En esta salida, el acceso es realizado vía escalera fija. No hay rampas, ni ascensores.

## Ascensores

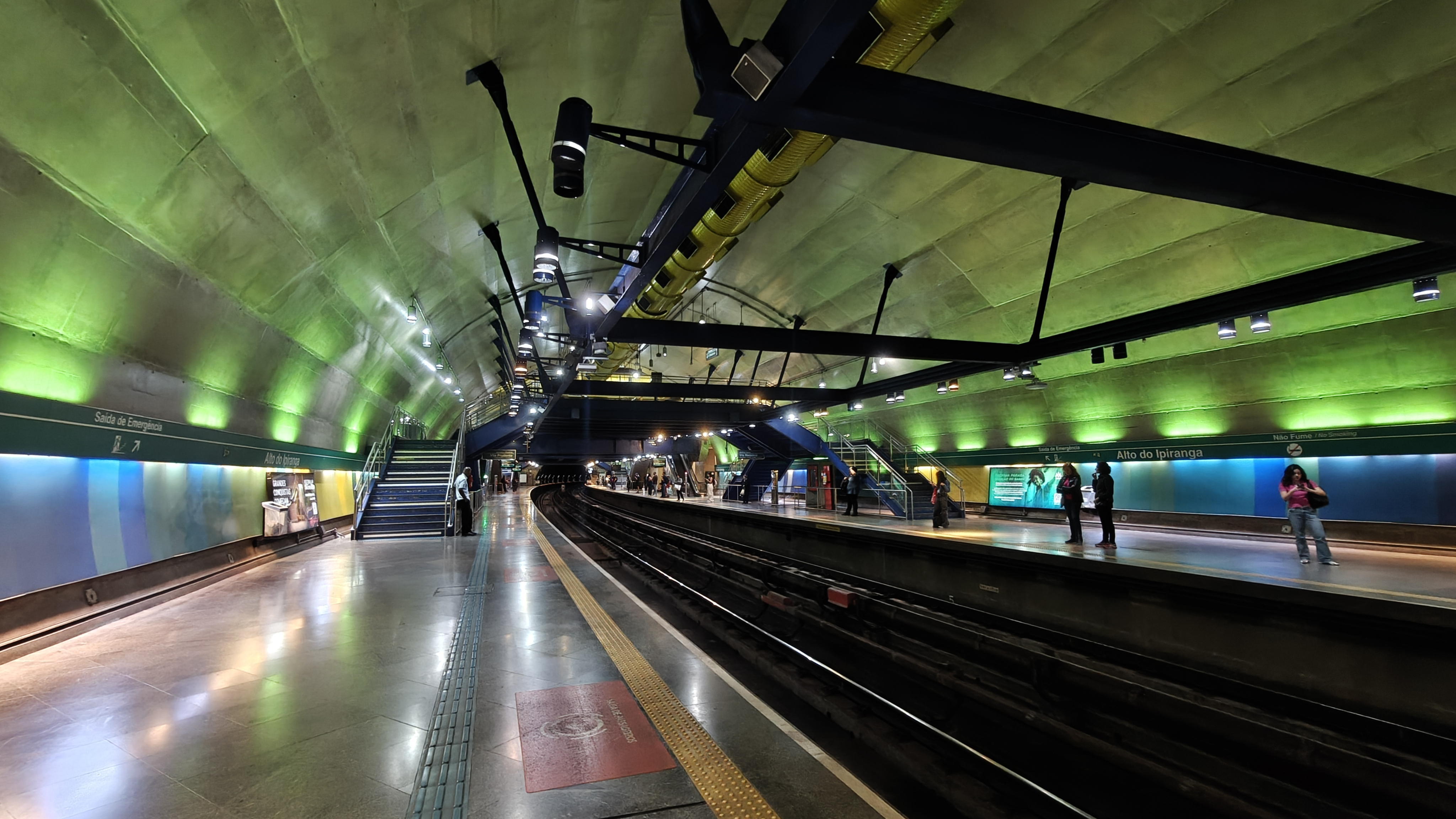
Interior de la estación.

Vea una relación de ascensores existentes:
- Ascensor 1: Sirve para ir del nivel de la calle a la Plataforma.
- Ascensor 2: Sirve solamente para ir de la plataforma hasta el entrepiso.

## Demanda media de la estación
Alto do Ipiranga tiene una demanda media de 22 mil pasajeros por día.

## Líneas de SPTrans
Línea de la SPTrans que sale de la Estación Alto do Ipiranga:
| N.º de línea | Destino                          |
| ------------ | -------------------------------- |
| 4113/10      | Plaza de la República (CIRCULAR) |

## Alrededores
- Museo de Ipiranga
- Plaza 1º de mayo
- Plaza António de Oliveira Cardoso
- Plaza António de Oliveira Marques
- Escuela SENAI
- Fundación N. Sra. do Ipiranga
- SESI - Centro Educacional
- Parroquia Nossa Senhora de Sião
- Instituto de Pesos y Medidas del Gobierno de São Paulo - IPEM

## Obras de arte
La estación no forma parte del Itinerario de Arte en las Estaciones (Metro de São Paulo).

## Tabla
| Sigla | Estación         | Inauguración        | Capacidad                  | Integración              | Plataformas | Posición    | Comentarios                                  |
| ----- | ---------------- | ------------------- | -------------------------- | ------------------------ | ----------- | ----------- | -------------------------------------------- |
| AIP   | Alto do Ipiranga | 30 de junio de 2007 | 30 mil pasajeros hora/pico | Bilhete Único de SPTrans | Laterales   | Subterránea | Estación con estructura de concreto aparente |